# Principio di sovranità popolare
Il principio della sovranità popolare si inserisce tra i principi fondamentali della Costituzione della Repubblica Italiana.

## In Italia
L'articolo 1 della Costituzione afferma che "l'Italia è una Repubblica democratica, fondata sul lavoro" (primo comma, che ė identificato col principio democratico). Dopo il principio democratico (repubblicano), lo stesso articolo sancisce il principio di sovranità popolare, affermando che "la sovranità appartiene al popolo, che la esercita nelle forme e nei limiti della Costituzione" (secondo comma).
La sovranità è fonte di legittimazione del potere degli organi costituzionali: ciascun organo costituzionale è tale e può esercitare la propria funzione perché trova legittimazione e fonte prima nel popolo; non esiste, quindi, organo che sia estraneo alla sovranità popolare, o ente che sia superiore ad essa; per tale motivo gli organi costituzionali sono anche detti organi sovrani.
Con ciò il legislatore ha voluto dare la possibilità a tutti i cittadini di partecipare direttamente o indirettamente alle decisioni del governo. Tale possibilità di democrazia diretta viene esercitata dai cittadini tramite la possibilità di presentare alle Camere petizioni (articolo 50) e disegni di legge (articolo 71) e tramite l'espressione della propria volontà via referendum (articoli 75 e 138). La partecipazione indiretta avviene invece mediante il diritto di voto (articolo 48), che delega agli eletti l'esercizio della sovranità.
Si noti che la sovranità appartiene al popolo, ma solamente una parte di esso può esercitare il diritto di voto, quindi la funzione elettorale: il corpo elettorale. Infatti il corpo elettorale è la frazione di popolo che è in possesso dei requisiti fondamentali, richiesti dalla Costituzione per l'esercizio della funzione elettorale, mentre il popolo, a norma di legge, è l'insieme di coloro che posseggono la cittadinanza. Vi sono, quindi, tra essi menzionati anche coloro che non hanno i requisiti necessari (ad esempio i minorenni).